# Goux-les-Usiers
Goux-les-Usiers ist eine ehemalige französische Gemeinde mit 805 Einwohnern (Stand: 1. Januar 2022) im Département Doubs in der Region Bourgogne-Franche-Comté. Sie gehörte zum Arrondissement Pontarlier.
Der Erlass des Präfekten vom 27. September 2023 legte mit Wirkung zum 1. Januar 2024 die Eingliederung von Goux-les-Usiers als Commune déléguée zusammen mit den früheren Gemeinden Bians-les-Usiers und Sombacour zur neuen Commune nouvelle Val-d’Usiers fest.

## Geografie
Goux-les-Usiers liegt auf 740 m Höhe, etwa 35 Kilometer südsüdöstlich von Besançon und etwa neun Kilometer nordwestlich von Pontarlier. Das Haufendorf erstreckt sich im Jura, am südöstlichen Rand des Hochplateaus von Val d’Usiers, am Fuß des Mont Séverin.
Die Fläche des 17,63 km² großen ehemaligen Gemeindegebiets umfasst einen Abschnitt des französischen Juras. Der westliche Teil des Gebietes wird vom leicht gewellten Plateau des Val d’Usiers eingenommen, das durchschnittlich auf 720 m liegt und überwiegend von Wiesland bedeckt ist. Nordöstlich des Dorfes beginnt ein Trockental, das topographisch zum Einzugsgebiet der Loue gehört. Südöstlich von Goux-les-Usiers leitet die rund 150 m hohe Geländestufe des Bois des Raffours zum Höhenrücken des Mont Séverin (mit 919 m die höchste Erhebung des Orts) und des Mont d’Usiers (880 m) und weiter östlich zum Hochplateau von La Vrine (auf 860 m) über. Ganz im Osten reicht das Ortsareal bis an den Fuß des Mont Pelé. Das gesamte Gebiet besitzt keine oberirdischen Fließgewässer, weil das Niederschlagswasser im verkarsteten Untergrund versickert.
Umgeben wird Goux-les-Usiers von den Nachbargemeinden und der Commune déléguée:
| Évillers | Ouhans                                      | Bugny     |
|          | Kompassrose, die auf Nachbargemeinden zeigt |           |
|          | Bians-les-Usiers (Commune déléguée)         | Vuillecin |

## Geschichte
Die Pfarrkirche von Goux wird im 12. Jahrhundert erstmals urkundlich erwähnt. Seit dem 13. Jahrhundert gehörte Goux zur Herrschaft Usiers. Zusammen mit der Franche-Comté gelangte das Dorf mit dem Frieden von Nimwegen 1678 an Frankreich.

## Bevölkerungsentwicklung
| Goux-les-Usiers: Einwohnerzahlen von 1793 bis 2021                                                                         | Goux-les-Usiers: Einwohnerzahlen von 1793 bis 2021 | Goux-les-Usiers: Einwohnerzahlen von 1793 bis 2021 | Goux-les-Usiers: Einwohnerzahlen von 1793 bis 2021 | Goux-les-Usiers: Einwohnerzahlen von 1793 bis 2021 |
| --- | -------------------------------------------------- | -------------------------------------------------- | -------------------------------------------------- | -------------------------------------------------- |
| Jahr |                                                    |                                                    |                                                    | Einwohner                                          |
| 1793 | 1793                                               |                                                    | 438                                                | 438                                                |
| 1800 | 1800                                               |                                                    | 465                                                | 465                                                |
| 1806 | 1806                                               |                                                    | 489                                                | 489                                                |
| 1821 | 1821                                               |                                                    | 522                                                | 522                                                |
| 1831 | 1831                                               |                                                    | 553                                                | 553                                                |
| 1836 | 1836                                               |                                                    | 628                                                | 628                                                |
| 1841 | 1841                                               |                                                    | 745                                                | 745                                                |
| 1846 | 1846                                               |                                                    | 774                                                | 774                                                |
| 1851 | 1851                                               |                                                    | 815                                                | 815                                                |
| 1856 | 1856                                               |                                                    | 762                                                | 762                                                |
| 1861 | 1861                                               |                                                    | 764                                                | 764                                                |
| 1866 | 1866                                               |                                                    | 816                                                | 816                                                |
| 1872 | 1872                                               |                                                    | 744                                                | 744                                                |
| 1876 | 1876                                               |                                                    | 720                                                | 720                                                |
| 1881 | 1881                                               |                                                    | 726                                                | 726                                                |
| 1886 | 1886                                               |                                                    | 687                                                | 687                                                |
| 1891 | 1891                                               |                                                    | 648                                                | 648                                                |
| 1896 | 1896                                               |                                                    | 620                                                | 620                                                |
| 1901 | 1901                                               |                                                    | 617                                                | 617                                                |
| 1906 | 1906                                               |                                                    | 569                                                | 569                                                |
| 1911 | 1911                                               |                                                    | 572                                                | 572                                                |
| 1921 | 1921                                               |                                                    | 534                                                | 534                                                |
| 1926 | 1926                                               |                                                    | 547                                                | 547                                                |
| 1931 | 1931                                               |                                                    | 559                                                | 559                                                |
| 1936 | 1936                                               |                                                    | 561                                                | 561                                                |
| 1946 | 1946                                               |                                                    | 495                                                | 495                                                |
| 1954 | 1954                                               |                                                    | 531                                                | 531                                                |
| 1962 | 1962                                               |                                                    | 521                                                | 521                                                |
| 1968 | 1968                                               |                                                    | 532                                                | 532                                                |
| 1975 | 1975                                               |                                                    | 560                                                | 560                                                |
| 1982 | 1982                                               |                                                    | 574                                                | 574                                                |
| 1990 | 1990                                               |                                                    | 565                                                | 565                                                |
| 1999 | 1999                                               |                                                    | 541                                                | 541                                                |
| 2006 | 2006                                               |                                                    | 637                                                | 637                                                |
| 2015 | 2015                                               |                                                    | 722                                                | 722                                                |
| 2021 | 2021                                               |                                                    | 791                                                | 791                                                |
| Quelle(n): EHESS/Cassini bis 1999, INSEE ab 2006 Anmerkung(en): Ab 1962 offizielle Zahlen ohne Einwohner mit Zweitwohnsitz |                                                    |                                                    |                                                    |                                                    |

Nachdem die Einwohnerzahl in der ersten Hälfte des 20. Jahrhunderts deutlich abgenommen hatte (1881 wurden noch 726 Personen gezählt), wurde in den letzten Jahren wieder ein kontinuierliches Bevölkerungswachstum verzeichnet.

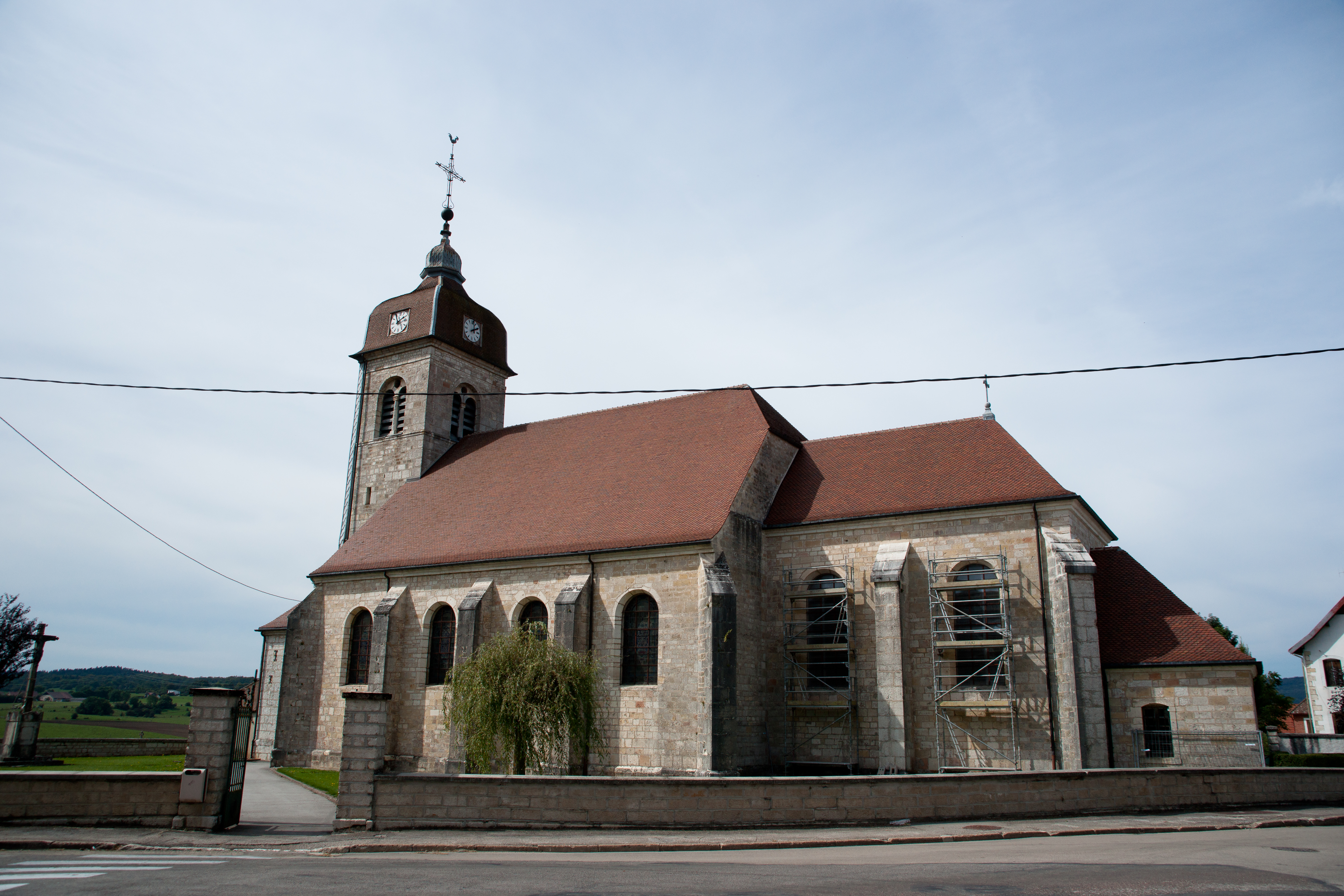
Pfarrkirche Saint-Valère

## Sehenswürdigkeiten
Ihre heutige Gestalt erhielt die Pfarrkirche Saint-Valère beim Neubau im klassizistischen Stil im Jahr 1722. Aus dem 17. Jahrhundert stammt die Kapelle Notre-Dame de Pitié. Oberhalb des Dorfes steht eine Statue der heiligen Jungfrau. Ein Herrschaftshaus, das im 16. Jahrhundert erbaut worden war, wurde im 18. Jahrhundert umgestaltet. Im alten Ortskern sind zahlreiche Bauernhäuser im traditionellen Stil des Haut-Doubs aus dem 18. und 19. Jahrhundert erhalten.

## Wirtschaft und Infrastruktur
Goux-les-Usiers war bis weit ins 20. Jahrhundert hinein ein vorwiegend durch die Landwirtschaft, insbesondere Milchwirtschaft und Viehzucht, sowie durch die Forstwirtschaft geprägtes Dorf. Daneben gibt es heute einige Betriebe des lokalen Kleingewerbes, unter anderem eine moderne Käserei. Mittlerweile hat sich das Dorf auch zu einer Wohngemeinde gewandelt. Viele Erwerbstätige sind Wegpendler, die in den größeren Ortschaften der Umgebung ihrer Arbeit nachgehen.
Die Ortschaft liegt abseits der größeren Durchgangsstraßen an einer Departementsstraße, die von Sombacour nach Ouhans führt.